# Роджерс, Александр
Александр Роджерс (англ. Alexander Elliott Rogers; 14 апреля 1867, Хампстед, Большой Лондон — 19 февраля 1934, Марилебон, Большой Лондон) — британский стрелок, бронзовый призёр Олимпийских игр в Лондоне.

## Биография
Родился в семье лондонского торговца бакалейной лавки. Образование получил в школе Харроу и Новом колледже Оксфорда. Затем он получил квалификацию адвоката с собственной практикой в Чизлхерсте, Кент, прежде чем переехал в Борнмут.
Он принимал участие в Олимпийских играх в Лондоне в 1908 году и в 1924 году в Париже. В индивидуальном соревновании по пулевой стрельбе по «бегущему оленю» в 1908 году он финишировал третьим после Оскара Свана и Томаса Ранкена в одиночном выстреле, завоевав бронзовую медаль. Он финишировал шестым в двойном выстреле. В 1924 году он снова участвовал в соревнованиях по стрельбе по движущейся мишени одиночным выстрелом и занял 26-е место. В командном зачете он упустил еще одну медаль.